# Massively Multiplayer Online Game
Ein Massively Multiplayer Online Game (MMOG), deutsch auch Massen-Mehrspieler-Online-Spiel, ist ein Computerspiel, das von vielen Spielern (teilweise tausenden) gleichzeitig über das Internet gespielt werden kann. Es ist in dem Sinne eine Sonderform des Mehrspielerspiels. MMOG weisen dabei häufig eine persistente Spielwelt auf.
Es ist möglich, dass diese Spielermassen im Spiel direkt oder indirekt miteinander interagieren und kommunizieren können, sie prägen somit das Fortschreiten in der virtuellen Welt einzeln oder gemeinsam.

## Genres und Entwicklung
MMOGs kamen seit Mitte der 1990er Jahre in Mode. Eines der ersten Multiplayer-Games, das eine größere Fangemeinde hinter sich versammelte, war das Spiel Neverwinter Nights, veröffentlicht 1991 und ursprünglich von AOL betrieben. Zu Anfangszeiten konnten bis zu 50 Spieler pro AOL-Server gegeneinander antreten, später stiegen die Kapazitäten auf bis zu 500 Spieler pro Server.
Rollenspiele

Die ältesten MMOGs entstanden Anfang der 1990er-Jahre als Online-Rollenspiele. Hierbei wird ein fiktiver Spielcharakter in einer virtuellen Welt erstellt, der sich durch Interaktion (Gespräch/Handel/Kampf) mit den anderen Mitspielern oder durch computergenerierte Aufgaben weiterentwickelt. Ziel der Spiele ist neben der Weiterentwicklung der Charaktere und dem Erlernen neuer Fähigkeiten in der Regel das Sammeln von Erfahrungspunkten. Spätestens mit der Veröffentlichung des Multiplayer Online Games „Planetarion“ im Jahr 2000 erreicht dieses Spielgenre eine kritische Masse von Spielfreunden. Das Spiel verzeichnet damals ca. 175.000 Spieler, was nicht nur als Achtungserfolg gesehen werden darf. Denn im Laufe der Zeit steigert sich bis heute die Zahl der MMO-Fans um ein Vielfaches. Heute verbuchen die erfolgreichsten Spiele mehrere Millionen Spieler auf der ganzen Welt und die meisten Spiele sind in mehrere Sprachen übersetzt, so dass es sich um ein globales Geschäft handelt wie bei der „old economy“ von Computer- und Konsolenspielen.
Aufbau- und Strategiespiele

Die häufigsten Browserspiele sind Aufbau- und Strategiespiele. Dabei übernehmen die Spieler die Kontrolle z. B. über ein Fußballteam, eine Stadt, einen Staat oder ganze Planeten, müssen diese geschickt managen und gegenüber anderen Mitspielern erfolgreich sein. Oft geht es darum, bestimmte Ressourcen (Geld/Eisen/Arbeitskräfte etc.) zu erarbeiten, diese in aktive Spielfiguren umzusetzen (Feldspieler einkaufen/Gebäude errichten/Kriegsutensilien bauen), und mit diesen gegnerische Figuren (computergenerierte oder die anderer Spieler) zu schädigen oder abzuwehren. Das erste Spiel dieser Art war das in Hamburg entwickelte, deutsch- und englischsprachige SOL, das bereits im Oktober 1995 startete. Andere frühe Spiele dieser Kategorie waren die englischsprachigen Spiele Hattrick (1997) und das 2000 gestartete Planetarion, das im Laufe der Zeit mehr als 175.000 Spieler hatte. Das erste deutschsprachige Spiel mit mehr als 10.000 Spielern war Galaxywars, das zu seinen Hochzeiten schätzungsweise 60.000–80.000 Spieler zu verzeichnen hatte. Die genaue Anzahl konnte aufgrund sehr vieler Multi-Accounts nicht bestimmt werden.
Virtual Battlefield

Bei MMOFPS handelt es sich um eine Mischung aus klassischen First Person-/Ego-Shootern und dem Prinzip des MMOGs. Hier werden die Ansicht und Steuerung von Ego-Shootern mit der großen Spielwelt und Spieleranzahl von MMOGs und den damit verbundenen strategischen Elementen verknüpft. Diese Entwicklung ist im Vergleich zu klassischen MMOGs relativ neu, da durch die größere Dynamik (Simulation von Projektilen, schnelle Spielerbewegung etc.) höhere Leistungsanforderungen an die Hardware gestellt werden. Bekannte Vertreter sind u. a. Battleground Europe, PlanetSide und Neocron.

## Community
Im Gegensatz zu Einzelspieler-Spielen – und in Fortführung der Überlegungen zu Mehrspieler-Modi – ist die Interaktion möglichst vieler Spieler untereinander eines der zentralen Themen und Ziele von MMOGs. Die Spiele sind daher so konzipiert, dass manche Ziele (fast) nur bei untereinander koordinierten Aktionen erreicht werden können. Viele Spieler schließen sich daher in Gruppen (bez. z. B. als Clans/Stämme/Allianzen/Gilden/Parties oder Squads) zusammen, die sich wiederum gegenseitig unterstützen oder bekämpfen. Dadurch können außerordentlich
komplexe Organisationsstrukturen und Hierarchien entstehen. Um eine solche Organisation aufrechtzuerhalten, ist eine intensive Kommunikation zwischen den Spielern von besonderer Bedeutung. Verbunden mit dem zum Teil sehr zeitaufwändigen Spielgeschehen entstehen hierbei stark ausgeprägte und eigenständige Online-Communities.

## Cheating
Wie bei anderen Computerspielen auch spielt die Anwendung von Cheats eine große Rolle. Neben Betrug mit technischen Möglichkeiten (Cheat-Programme bei clientbasierenden Spielen/Skripts bei browserbasierenden/Ausnutzen von Programmfehlern sowie cracks) kommen jedoch noch die sog. Multi-Accounts hinzu. Durch anonyme Registrierung kann eine Person mehrere „Spieler“ gleichzeitig kontrollieren und sich dadurch unlautere Vorteile verschaffen. So kann ein Account mit Unterstützung durch mehrere „Multis“ einen Spielvorteil erhalten, der bei normaler Interaktion mit echten Personen nicht entstünde. Außerdem werden diese Accounts gerne zur Spionage bei gegnerischen Gruppen eingesetzt, da der eigene Account dort auffiele. Diesem Problem versuchen die Betreiber zunehmend durch Einrichtung und Kontrolle von Zugangsregeln (z. B.: nur ein Spieler pro Computer-/Internetanschluss) entgegenzuwirken.

### Ausnahmen vom Cheating bei Multiaccounts
Allerdings wird das Spielen mit mehreren Accounts sowie das Erstellen mehrerer Charaktere auf unterschiedlichen Seiten teilweise akzeptiert oder sogar unterstützt.

### Cheaten durch Soft- und Hardware – Eine Auslegungssache
Die Frage, ob die Benutzung von bestimmter Hard- oder Software einen Cheat darstellt, ist allerdings umstritten. Konkret als Cheat anerkannt sind bei Ego-Shootern wie Counter-Strike beispielsweise Programme, mit deren Hilfe ein Spieler durch Wände sehen kann bzw. mit denen er die Position von anderen Spielern auf eine Art und Weise erkennen kann, die nicht im Spiel vorgesehen ist.
Es gibt allerdings auch Fälle (gerade bei Hardware), in denen es umstritten ist, ob ein Fall von Cheating vorliegt oder nicht. So gibt es mittlerweile eine Reihe an Eingabegeräten, bei denen der Nutzer bestimmte Tastenabfolgen auf einer Taste ablegen kann (sogenannte Makros), um sich so die Bedienung zu vereinfachen. Da Spieler für das Cheaten aus dem Spiel verbannt werden können, ist die Diskussion, ob es sich hierbei um Cheaten handelt, längst nicht so belanglos, wie es auf den ersten Blick erscheint. Denn in dem Falle dürfte der Spieler diese Hardware nicht verwenden und müsste eventuell für die Hardware installierte Treiber deinstallieren, um eine Kündigung seines Accounts zu vermeiden.

## Zeitaufwand und Suchtpotential
Aufgrund der großen Anzahl an Mitspielern, die zu den unterschiedlichsten Zeiten dem Spiel nachgehen, dauert ein vollständiges Spiel meist mehrere Monate, teilweise auch Jahre. Viele Spiele kennen sogar gar kein festes Ende. Der durchschnittliche Zeitaufwand variiert dabei zwischen einer Stunde in der Woche (z. B. bei einem rundenbasierenden Fußballspiel mit zwei „Spielen“ pro Woche) bis zu mehreren Stunden pro Tag. Da es sich um Interaktion mit anderen Spielern handelt, kommt es vor, dass manche Aktionen bis spät in die Nacht, teilweise sogar bis in den frühen Morgen hinein überwacht werden müssen, was häufig auch einen geregelten Tagesablauf – im Szenejargon Real Life, – unmöglich machen kann. Darüber hinaus besteht ein enger Zusammenhang mit dem Problem der Internetsucht. Aufgrund der im Zuge des Spiels intensiv gepflegten Kontakte mit anderen Onlinespielern kann es zu Prioritätenverschiebungen kommen, die nicht selten zu Lasten des lokalen sozialen Umfelds gehen. Hierbei befindet sich jedoch die Wissenschaft mit entsprechenden Untersuchungen noch im Frühstadium.

## Technologie
browserbasierende Spiele

Diese Spiele benötigen lediglich einen Internetzugang und einen Webbrowser und bieten damit große Flexibilität beim Spielen. Die größte Plattformunabhängigkeit haben clientseitig allein auf HTML basierende Spiele, bei denen die Spielinhalte meistens aus Datenbanken (z. B. MySQL auf einem Apache-Server) ausgelesen und mit Perl, PHP, JSP oder Microsofts ASP.NET als dynamische Webseiten dargestellt werden. Zur multimedialen Gestaltungen werden auch Rich-Media-Technologien wie Flash verwendet, diese sind jedoch nicht mehr von jedem (öffentlich zugänglichen) Computer spielbar.
Die ältesten Spiele dieser Kategorie entstanden in offenen Foren (Foren-Spiele).
clientbasierende Spiele
Für diese Spiele wird ein zusätzliches Programm (Client) auf dem Computer installiert und gestartet. Dadurch kann das Spiel wesentlich interaktiver und medial anspruchsvoller umgesetzt werden; die Spielbarkeit beschränkt sich allerdings auf Computer und Plattformen, die das Programm unterstützen
Kommunikation zwischen den Spielern
Viele MMOGs stellen innerhalb des Spiels unterschiedliche Möglichkeiten der Kommunikation, wie persönliche Nachrichten, Foren und Chatsysteme, bereit. Da diese aber oft sehr rudimentär ausgeprägt sind, werden häufig externe Systeme benutzt. Die Bandbreite reicht dabei von einem externen Forum über Instant-Messaging- und Chatclients (ICQ, MSN, IRC, XMPP) bis hin zu persönlicher Unterhaltung per Telefon oder VoIP (TeamSpeak, Discord, Ventrilo, Skype) und "Real-Life-Treffen".

## Juristische Probleme
Ein häufiges Phänomen in MMOGs, insbesondere in Massively Multiplayer Online Role-Playing Games, ist der sogenannte „Real Money Trade“, d. h. der Verkauf und Kauf virtueller Gegenstände in MMOGs gegen echtes Geld. In den meisten Allgemeinen Geschäftsbedingungen (AGB) der Spieleanbieter ist dies allerdings untersagt. Rechtlich ist dies umstritten und erfordert eine differenzierte Betrachtung der gehandelten virtuellen Objekte zwischen Avatar (bzw. dem Account des Spielers) und den spielinternen virtuellen Gegenständen. Gerade durch die individuelle schöpferische Leistung des Spielers am Avatar wird ein ideeller und wirtschaftlicher Mehrwert gegenüber dem Onlinespiel geschaffen, sodass dieser durchaus dem Spieler zugeordnet werden kann. Zugleich muss aber beachtet werden, dass eine Übertragung des Avatars bzw. Accounts (der aus mehreren Avataren bestehen kann) von der Zustimmung des Betreibers abhängig ist, da ihm ein vorrangiges Interesse an der Auswahl und Kontrolle der Spielteilnehmer und -inhalte zugesprochen werden muss. Bei virtuellen Objekten ist das Ergebnis eindeutig, da hier keine schöpferische Leistung des Spielers gegenüber dem Hersteller vorliegt. Sie dürfen daher grundsätzlich nicht ohne Erlaubnis des Betreibers übertragen werden.
Aus ökonomischer Sicht wären allerdings virtuelle Gegenstände aufgrund ähnlicher Charakteristika realen (privaten) Gütern gleichzustellen. Darüber hinaus kann der Handel den Nutzen des Spielers erhöhen. Zu beachten ist hierbei allerdings, dass aufgrund der Anonymität der Spieler der Aufbau einer Reputation sehr wichtig ist und Betrug bzw. Missbrauch (Ausnutzung der guten Reputation eines gekauften Avatars) den Spielspaß anderer Nutzer senken kann.